# Eichfeld
Eichfeld är en ort i  kommunen Mureck i Österrike. Den ligger i distriktet Südoststeiermark i förbundslandet Steiermark.
Eichfeld var tidigare en självständig kommun, men blev den 1 januari 2015 en del av kommunen Mureck. Kommunen bestod av tre orter (Ortschaften) (inom parentes invånarantal 1 januari 2024):
- Eichfeld (332)
- Hainsdorf-Brunnsee (190)
- Oberrakitsch (292)